# Danny Ashkenasi
Danny Ashkenasi (geboren 1967 in Berlin) ist ein deutsch-amerikanischer Komponist und Schauspieler.

## Leben
Ashkenasi kam als Sohn der Sopranistin Catherine Gayer und des Politikwissenschaftlers Abraham „Avi“ Ashkenasi in Berlin zur Welt. Er wuchs in Zehlendorf auf und hat einen Bruder, den Diplomphysiker David Ashkenasi. Im Alter von fünf Jahren lernte er Klavier spielen, als er elf war komponierte er Geburtstagssongs für seine Schulfreunde, mit 14 vertonte er eine Fassung des Grimm-Märchens Der Froschkönig. Mit 15 Jahren wirkte er in der Serie Rote Erde (Regie: Klaus Emmerich) in der Rolle des Max Kruska mit. Später war er im Spielfilm Kraftprobe (nach Dagmar Kekulé) zu sehen.
Ashkenasis Musiklehrer regte ihn an, ein Musical zu komponieren, unmittelbar vor dem Abitur brachte er Once Upon a Frog auf der Bühne der John-F.-Kennedy-Schule zur Uraufführung. Anschließend erarbeitete er verschiedene Musicals für freie Musiktheater-Gruppen in Berlin (u. a. Hexen mit Peter Lund) und für die Deutsche Oper Berlin, wechselte jedoch bald nach New York, wo er Theater studierte und ein Engagement an der Metropolitan Opera erhielt.
Seither hat Ashkenasi zahlreiche Werke für Musiktheater geschaffen, ist außerdem als Komponist von Songs und Kammermusik aktiv. Er ist der einzige Komponist, der zweimal als Finalist zur Hamburger Musicalmesse eingeladen wurde. Nach wie vor tritt er in Amerika und Deutschland als Schauspieler auf.

## Werke
- Hexen
- Wir pfeifen auf den Gurkenkönig (1990)
- Chaplins Traum
- Rasputin.com
- 9/11 – The Book of Job (Rockoratorium, 2004)
- Jenseits (Eine kleine Kammeroper für Sopran bzw. Hoher Mezzosopran, zwei singende Schauspieler und Klavier; Text: Helga Krauss)